# Wivi Lönn

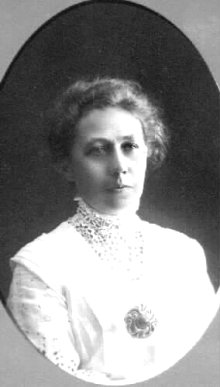
Wivi Lönn, 1920

Olivia „Wivi“ Matilda Lönn (* 20. Mai 1872 in Onkiniemi bei Tampere; † 27. Dezember 1966 in Helsinki) war eine finnische Architektin.

## Leben
Lönn legte als fünfte finnische Frau ein Architekturexamen ab und eröffnete als erste ein eigenes Architekturbüro.
Als erste größere Arbeit entstand 1902 die Finnische Mädchenschule in Tampere. Es folgte eine Vielzahl weiterer Schulgebäude in Finnland. 1906 gewann sie den Architekturwettbewerb für die Hauptfeuerwache von Tampere, die dann auch nach ihren Plänen errichtet wurde. 1910 entstand das Neue Studentenhaus in Helsinki und 1913 das Estonia-Theater in Tallinn. Bei diesen Bauten arbeitete sie mit dem Architekten Armas Lindgren zusammen.
Eine besondere Stärke ihrer Entwürfe wird in den günstig gestalteten Grundrissen gesehen.